# La Paz, Entre Ríos
La Paz är en kommunhuvudort i Argentina.   Den ligger i provinsen Entre Ríos, i den centrala delen av landet, 400 km norr om huvudstaden Buenos Aires. La Paz ligger 56 meter över havet och antalet invånare är 24 716.
Terrängen runt La Paz är platt. Det finns inga andra samhällen i närheten.
Trakten runt La Paz består i huvudsak av gräsmarker. Runt La Paz är det glesbefolkat, med 10 invånare per kvadratkilometer.